# Gervasio Marcosignori
Gervasio Marcosignori (Castelfidardo, 3 dicembre 1927 – Cesena, 9 marzo 2013) è stato un fisarmonicista italiano.
Insignito, nel 1959, dell'"Oscar Mondiale della Fisarmonica", ha dedicato la propria vita allo studio ed alla diffusione a livello internazionale di tale strumento, del cui ingresso nel repertorio musicale classico e moderno egli fu principale pioniere.

## Biografia
Gervasio Marcosignori nacque a Castelfidardo il 3 dicembre 1927. Fu sotto la guida del padre e dello zio, entrambi estimatori della musica e, in particolare, della fisarmonica, che Gervasio Marcosignori intraprese, in tenerissima età, lo studio di tale strumento. Sin dai primi anni di attività, la sua carriera fu segnata da numerose esibizioni, tenutesi in contesti dapprima circoscritti alla sua città d'origine, Castelfidardo, quindi estesi ai principali poli culturali d'Italia: nel 1934, a soli 7 anni, si esibì a Roma, in occasione della "Mostra del Risorgimento", ricevendo gli applausi degli spettatori e i complimenti dello stesso Benito Mussolini che, presolo in braccio, lo incitò: "Continua così; bravo, balilla!".
Conseguenzialmente a tale episodio, la sua attività concertistica ebbe un'ulteriore svolta: nella fase adolescenziale, infatti, Gervasio Marcosignori tornò a mettersi in luce in occasione di svariati concorsi nazionali, uno dei quali si tenne ad Ancona, nel 1947. In seguito a tali esibizioni, il giovane fisarmonicista fece la conoscenza di personaggi di spicco nel panorama musicale italiano, quali Franco Alfano o Lino Liviabella. In particolare, fu con quest'ultimo che Marcosignori ebbe modo di delineare ancor più nitidamente quella che sarebbe divenuta la sua occupazione principale: la trascrizione e l'arrangiamento per fisarmonica di composizioni concepite per altre strumentazioni. Fu proprio eseguendo l'"Ouverture Italiana", composta per pianoforte da Liviabella, che Marcosignori si presentò allo stesso; il compositore ne fu a tal punto entusiasta da decidere (come in seguito avrebbero fatto altri) di cominciare a realizzare brani appositamente per la fisarmonica, strumento che, con Gervasio Marcosignori, andava rivendicando la propria versatilità in ogni genere musicale.
Per la sua prolifica attività di arrangiatore e interprete (comprendente le opere degli autori più disparati, da Bach a Gershwin), nel 1959, Gervasio Marcosignori fu insignito dell'"Oscar Mondiale della Fisarmonica" e, sulla scia della notorietà che cominciava ad acquisire fuori dai confini del proprio Paese, nello stesso periodo, prese parte ad eventi di rilievo internazionale, quali i festeggiamenti per l'incoronazione della Regina Elisabetta. In tale occasione, la stampa inglese, di fronte all'esecuzione del Preludio op. 31 di Adamo Volpi, lo definì "the poet of the accordion", appellativo destinato ad affiancare il nome del musicista, in qualità di epiteto.
Nell'anno 1962 il maestro compositore Italo Salizzato, in segno di stima e ammirazione, dedicò al "Celebre Concertista" Gervasio Marcosignori una sua composizione: "Moresco", pubblicata dalle edizioni musicali Farfisa (ora Berben).
Fu in questo periodo che la sua attività concertistica divenne sempre più intensa: Marcosignori si esibì più volte sui palcoscenici internazionali e, in territorio italiano, si esibì per il Papa Giovanni Paolo II e per il presidente della repubblica Sandro Pertini. Egualmente prolifica si dimostrava la sua produzione discografica, comprendente incisioni rilasciate tramite la Decca inglese e la Cetra, così come la sua attività di insegnante: sono 3 i manuali di tecnica della fisarmonica pubblicati con la Berben di Ancona. Degna di nota è anche la sua assidua collaborazione con la fabbrica di strumenti musicali della Farfisa, delle cui fisarmoniche, tradizionali ed elettroniche, egli fu dimostratore e testimonial dal 1946 al 1986.
Gervasio Marcosignori, l'8 marzo 2013, all'età di 85 anni, è stato ritrovato nel giardino della sua abitazione con il corpo ricoperto da ustioni provocate da un incidente domestico, il musicista viene repentinamente trasferito, prima, all'ospedale Torrette di Ancona e, poi, al Centro Grandi Ustionati di Cesena, dove muore il 9 marzo.
. Il comune di Castelfidardo, proclamato il lutto cittadino, lo riconosce come un emblema della città e del suo strumento e, come affermato dal sindaco Mirco Soprani, la sua persona sarà omaggiata nel 150º anniversario della fondazione dell'industria della fisarmonica.